# GAM (duo)
Pour les articles homonymes, voir GAM.
 (septembre 2024).
GAM (ギャム, Gyamu) est un duo féminin de J-pop faisant partie du Hello! Project, actif en 2006 et 2007, formé des deux amies Aya Matsuura, soliste du H!P, et Miki Fujimoto, également membre du célèbre groupe Morning Musume.

## Histoire
"GAM" signifie "Great Aya and Miki", et est également un mot d'argot anglais désignant de belles jambes, symboles du duo qui se produit toujours en mini-jupes. Le groupe débute en 2006 avec un premier single Thanks!, thème du film d'action Sukeban Deka Codename Asamiya Saki dont la vedette est Aya Matsuura.
Dans les jours qui suivent la sortie de son premier album en mai 2007, Miki Fujimoto, est photographiée par un journal à scandale en compagnie d'un petit ami, liaison non acceptable pour une idol dévouée à ses seuls fans, entrainant sa démission de Morning Musume le 1er juin. Elle poursuit cependant la tournée de concerts entamée en promotion de l'album de GAM, dont l'un paraitra en DVD, mais la sortie du prochain single, Atsui Tamashii, est annulée, et l'album restera le dernier disque du duo.
Aya Matsūra reprend ensuite ses activités en solo, Fujimoto demeurant quasiment inactive de son côté. Le départ du H!P des deux chanteuses est ensuite annoncée pour le 31 mars 2009, avec les autres "anciennes" du "Elder Club". Elles poursuivent un temps leurs carrières respectives avec la compagnie mère Up-Front, avant de cesser leurs activités en 2011 pour des raisons familiales ou médicales.

## Discographie
Singles
- 13 septembre 2006 : Thanks!
- 18 octobre 2006 : Melodies
- 21 mars 2007 : Lu Lu Lu
- 29 août 2007  : Atsui Tamashii (sortie annulée ; le titre paraitra sur la compilation Petit Best 8)

Single spécial
- 24 mars 2007 : Daisuki Rakuten Eagles (en distribution limitée)

Album
- 23 mai 2007 : 1st GAM ~Amai Yūwaku~

## Vidéos
Singles V (DVD)
- 20 septembre 2006 : Thanks!
- 15 novembre 2006 : Melodies
- 28 mars 2007 : Lu Lu Lu
- 19 septembre 2007  : Atsui Tamashii (sortie annulée)

DVD
- 29 août 2007 : GAM 1st Concert Tour 2007 Shoka ~Great Aya & Miki~

## Liens
- Discographie officielle